# さわって・変わって
「さわって・変わって」（さわって かわって）は、日本のロックバンド・スピッツの楽曲。2001年12月12日にユニバーサルミュージックより通算25作目のシングルとして発売。レーベルはユニバーサルポリドール。

## 概要
2001年春のツアー『SPITZ JAMBOREE TOUR “隼2001”』ですでに披露されていた曲。同年7月にプロデューサーに亀田誠治を迎え、カップリング曲「ガーベラ」と共にレコーディング。サポートキーボーディストのクジヒロコによるオルガンのライブアレンジは、レコーディングにそのまま活かされた。サビで「Baby」と歌うコーラスは、女性の声を意識した草野本人の声である。
「放浪カモメはどこまでも」、「遥か」、「夢追い虫」と、タイアップシングルが続いていたが、この曲はノンタイアップ。これを考慮してボリュームを多くしたいというメンバーの要望から、さらにカップリングに、「放浪カモメはどこまでも」のライブテイク、同年6月に石田小吉（現:石田ショーキチ）プロデューサーとレコーディングした「稲穂」を加え、初の4曲入りジュエルケース仕様で発売された。また、草野の出身地、福岡県福岡市にある天神駅が歌詞に出てくるため、これにちなんで九州限定スリーブケース仕様ジャケットも発売された。
PVに出演している四人の少女は、夢子・チェルシー舞花・hanae*・岩下かな子。

## 収録曲
全作詞、作曲／草野正宗
1. さわって・変わって（編曲／スピッツ、クジヒロコ、亀田誠治）
収録アルバム：『三日月ロック』、『CYCLE HIT 1997-2005 Spitz Complete Single Collection』
2. ガーベラ（編曲／亀田誠治、スピッツ）
収録アルバム：『三日月ロック』
3. 放浪カモメはどこまでも (Live)
全国ツアー「SPITZ HAYABUSA JAMBOREE TOUR “純情2001”」の、2001年9月25日長良川国際会議場公演でのライブテイクを収録。
スタジオ音源収録アルバム：『ハヤブサ』（album mixとして収録）
4. 稲穂（編曲／スピッツ、石田小吉）
収録アルバム：『色色衣』（NEW MIXとして収録）

## 参加ミュージシャン
さわって・変わって
- 草野マサムネ - Vocals, Guitars
- 三輪テツヤ - Guitars
- 田村明浩 - Bass
- 﨑山龍男 - Drums
- クジヒロコ- Organ
- 中山信彦- Programming

ガーベラ
- 草野マサムネ - Vocals
- 三輪テツヤ - Guitars
- 田村明浩 - Bass
- 﨑山龍男- Drums
- 中山信彦- Programming

放浪カモメはどこまでも (Live)
- 草野マサムネ - Vocals, Guitars
- 三輪テツヤ - Guitars
- 田村明浩 - Bass
- 﨑山龍男- Drums
- クジヒロコ- Keyboards, Background Vocals

稲穂
- 草野マサムネ - Vocals
- 三輪テツヤ - Guitars
- 田村明浩 - Bass
- 﨑山龍男- Drums